# Филепсалаш
Филепсалаш (мађ. Fülöpszállás) је село у Мађарској. Филепсалаш је насељено место у оквиру жупаније Бач-Кишкун.

## Локација
Филепсалаш се налази на пешчаном гребену Кишкуншаг, у северозападном делу округа, 35 километара западно од Кечкемета, отприлике на пола пута између седишта округа и Дунафелдвара.
Суседна насеља су: Сабадсалаш са севера, Ижак са истока, Шолтсентимре са југа, Дунатететлен са југозапада и Шолт са запада. Њено административно подручје се простире далеко од његовог центра на североистоку, па у том правцу додирује и границу са Филепхаза и Агашеђхаза.
Подручје Горњег Кишкуншашког језера Националног парка Кишкуншаг (који се протеже кроз неколико општина) лежи у западном делу његове административне територије.

## Историја
Филепсалаш је једно од најстаријих насеља у Кишкуну, са историјом дугом скоро 900 година. Историјски је интерес да су у вишим хумкама овде пронађени артефакти из култура које датирају пре неколико миленијума, а археолози су такође открили гробницу из аварског доба. Први познати писани помен о њој је из времена мађарског краља Стефана II. Време се може се датирати у 1124. годину. У периоду насељавања Кумана, када је овај регион још био прекривен мочварама и трском, припадала му је и територија данашње Филеохазе, Керекеђихазе, Кунадача, Јакабсалаша, као и већи део Филепјакаба. Село се у то време звало Бузгансалаш. Његов данашњи назив датира из владавине Ладислава IV и дао му га је бискуп Филип од Ферма, који је ту дошао да преведе Кумане у хришћанство који су се трајно населили након најезде Татара.

## Становништво
Током пописа из 2011. године, 96,1% становника се изјаснило као Мађари, 1,7% као Роми, а 0,2% као Немци (3,8% се није изјаснило; због двојног идентитета, укупан број може бити већи од 100%). Верска дистрибуција је била следећа: реформисани 41%, католици 36,4%, лутерани 0,4%, гркокатолици 0,1%, неденоминациони 10,2% (10,8% се није изјаснило).
У 2022. години, 90,1% становништва се изјаснило као Мађари, 1,5% као Роми, 0,4% као Немци, 0,3% као Румуни, 0,2% као Украјинци, 0,1% као Бугари, 0,1% као Срби, 1,4% као други, недомаћински националности (9,7% није било више од 10%). Према њиховој религији, 26,5% су били реформисани, 20,3% римокатолици, 0,5% лутерани, 0,3% гркокатолици, 0,7% остали хришћани, 2,3% остали католици, 14,2% неконфесионални (35% није одговорило).